# 紹明
紹明（しょうめい、Thiệu Minh、ティエウミン）は、ベトナム・李朝の英宗李天祚の治世で使われた元号。1138年 - 1140年。

## 西暦等との対照表
| 紹明 | 元年    | 2年     | 3年      |
| 西暦 | 1138年  | 1139年  | 1140年   |
| 干支 | 戊午    | 己未    | 庚申     |
| 南宋 | 紹興8年 | 紹興9年 | 紹興10年 |

| 前の元号 天彰宝嗣 | ベトナムの元号 李朝 | 次の元号 大定 |